# Мітітей (Румунія)
Мітітей (рум. Mititei) — село у повіті Бистриця-Несеуд в Румунії. Входить до складу комуни Німіджа.
Село розташоване на відстані 345 км на північний захід від Бухареста, 21 км на північний захід від Бистриці, 78 км на північний схід від Клуж-Напоки.

## Населення
За даними перепису населення 2002 року у селі проживали 793 особи, усі — румуни. Усі жителі села рідною мовою назвали румунську.